# Ezra Taft Benson
Ezra Taft Benson, född 4 augusti 1899 i Whitney, Idaho, USA, död 30 maj 1994 i Salt Lake City, Utah, var en amerikansk religiös ledare och republikansk politiker. Han var USA:s jordbruksminister 1953-1961 och president för Jesu Kristi Kyrka av Sista Dagars Heliga 1985-1994.
Benson var äldst av elva barn i en jordbrukarfamilj. Han studerade vid Utah State University, Brigham Young University och Iowa State University. Han tjänstgjorde även 1921-1923 som missionär i Jesu Kristi kyrka av sista dagars Heliga i Storbritannien. Han flyttade så småningom till Washington, D.C. för att arbeta för National Council of Farmer Cooperatives. 1943 blev han vigd till apostel inom Jesu Kristi Kyrka av Sista Dagars Heliga och medlem i de tolv apostlarnas kvorum. 1953 utsågs han av president Dwight D. Eisenhower till jordbruksminister, ett uppdrag han behöll under presidentens båda mandatperioder. 1973 blev Benson president för de tolv apostlarnas kvorum och 1985 blev han kyrkans president, vilket han förblev till sin död 1994. Han efterträddes som kyrkans president av Howard W. Hunter.
Benson var även engagerad inom Boy Scouts of America.